# Mityana
Mityana – miasto w środkowo-południowej Ugandzie. Liczy 39,3 tys. mieszkańców. Stolica, główne miejskie, administracyjne i handlowe centrum Dystryktu Mityana.